# 24 images/seconde
Albums de La Ruda
En concert Dans la vapeur et le bruit
24 images/seconde est le quatrième album studio de La Ruda, le premier où le groupe apparait sous ce nom. Il est sorti le 15 mars 2004 sous le label Wagram Music.

## Liste des chansons
1. Paris en bouteille
2. Pensées malsaines
3. 24 images / seconde
4. Naouel
5. Dira-t-on encore ?
6. Chanson pour Sam
7. Affaire de famille
8. L'admirable refrain
9. L'eau qui dort
10. L'époux des rancœurs
11. Tonio
12. Le pieu et la potence
13. Travers